# Pseudhoplorana wagneri
Pseudhoplorana wagneri là một loài bọ cánh cứng trong họ Cerambycidae.